# Windows Speech Recognition
Windows Speech Recognition е приложение за разпознаване на реч, включено в Windows Vista и Windows 7.

## Характеристики
Windows Speech Recognition позволява на потребителя да контролира компютъра чрез гласови команди. Програмата може също да се използва и за диктовки на текст.
В някои случаи командата се разпознава от компютъра като различни действия. В такъв случай системата поставя числа върху елементите от интерфейса. При изговаряне на съответното число се изпълнява функцията, която то посочва. Програми, които се нуждаят от кликане с мишката на различни места могат също да бъдат управлявани. Това става при изговаряне на думата mousegrid, при което се появява мрежа с девет зони и координати. Когато потребителят изрече координат на област, тази област се разделя на още девет зони. Това продължава докато елементът, върху който трябва да бъде щракнато не попадне в избраната зона.
Windows Speech Recognition има голяма точност при разпознаването на думите и осигурява редица команди за действия при диктовката. Включен е и съветник за запознаване на потребителя с програмата и нейните команди. В този съветник има и секция за трениране, при което се изписва текст, който потребителят трябва да чете на глас. Тази тренировка повишава точността на Speech Recognition.
Приложението поддържа няколко езика, между които и английски, испански, германски, френски, японски и китайски (традиционен и опростен). Поддръжката на допълнителни езици е планирана за бъдещите версии.
|  | Тази страница частично или изцяло представлява превод на страницата Windows Speech Recognition в Уикипедия на английски. Оригиналният текст, както и този превод, са защитени от Лиценза „Криейтив Комънс – Признание – Споделяне на споделеното“, а за съдържание, създадено преди юни 2009 година – от Лиценза за свободна документация на ГНУ. Прегледайте историята на редакциите на оригиналната страница, както и на преводната страница, за да видите списъка на съавторите. ВАЖНО: Този шаблон се отнася единствено до авторските права върху съдържанието на статията. Добавянето му не отменя изискването да се посочват конкретни източници на твърденията, които да бъдат благонадеждни. |